# Starboy (singolo)
Starboy è un singolo del cantautore canadese The Weeknd, pubblicato il 22 settembre 2016 come primo estratto dall'album omonimo.

## Descrizione
Traccia d'apertura dell'album, il singolo ha visto la partecipazione del duo francese di musica elettronica Daft Punk.
Nella classifica dei 100 migliori brani pop del 2016 stilata dalla rivista statunitense Billboard, il brano si è classificato al quarto posto.

## Video musicale
Il video musicale ha ricevuto una candidatura nella categoria miglior video agli MTV Europe Music Awards 2016, trionfando nella stessa l'8 novembre.

## Tracce
Testi e musiche di Abel "The Weeknd" Tesfaye, Thomas Bangalter, Guy-Manuel de Homem-Christo, Martin McKinney, Henry Russell Walter e Jason Quenneville.
Download digitale, streaming
1. Starboy (ft. Daft Punk) – 3:50

Download digitale, streaming – Kygo Remix
1. Starboy (Kygo Remix) – 4:04

CD singolo (Europa)
1. Starboy (Explicit) – 3:50
2. Starboy (Clean) – 3:50

## Formazione
Hanno partecipato alle registrazioni, secondo le note di copertina:
- Abel Makkonen "The Weeknd" Tesfaye – voce, coproduzione
- Daft Punk – voce, produzione
- Doc McKinney – coproduzione, ingegneria del suono
- Cirkut – coproduzione, ingegneria del suono
- Florian Lagatta – ingegneria del suono
- Josh Smith – ingegneria del suono
- Șerban Ghenea – missaggio
- John Hanes – ingegneria al missaggio
- Tom Coyne – mastering
- Aya Merrill – mastering

## Classifiche

### Classifiche settimanali
| Classifica (2016-25)      | Posizione massima |
| ------------------------- | ----------------- |
| Australia                 | 2                 |
| Austria                   | 8                 |
| Belgio (Fiandre)          | 2                 |
| Belgio (Vallonia)         | 1                 |
| Canada                    | 1                 |
| Danimarca                 | 1                 |
| Emirati Arabi Uniti       | 13                |
| Finlandia                 | 3                 |
| Francia                   | 1                 |
| Germania                  | 3                 |
| Grecia                    | 1                 |
| Irlanda                   | 2                 |
| Italia                    | 6                 |
| Lettonia                  | 18                |
| Libano                    | 14                |
| Lituania                  | 32                |
| Lussemburgo               | 4                 |
| Medio Oriente             | 20                |
| Norvegia                  | 1                 |
| Nuova Zelanda             | 1                 |
| Paesi Bassi               | 1                 |
| Panama                    | 142               |
| Regno Unito               | 2                 |
| Spagna                    | 16                |
| Stati Uniti               | 1                 |
| Stati Uniti (R&B)         | 1                 |
| Stati Uniti (R&B/hip-hop) | 1                 |
| Svezia                    | 1                 |
| Svizzera                  | 2                 |
| Ungheria (download)       | 7                 |
| Vietnam                   | 94                |

### Classifiche di fine anno
| Classifica (2017) | Posizione |
| ----------------- | --------- |
| Brasile           | 50        |
| Classifica (2022) | Posizione |
| Australia         | 86        |
| India             | 16        |
| Classifica (2023) | Posizione |
| Australia         | 58        |
| Polonia           | 97        |
| Portogallo        | 81        |
| Regno Unito       | 95        |